# The 25th Anniversary Boxed Set
The 25th Anniversary Boxed Set es un box set de grandes éxitos lanzado al mercado en 1993 en edición limitada en celebración del 25 aniversario de la banda inglesa Jethro Tull. Incluye algunos de los mayores éxitos de la banda desde 1969 a 1992.
El box-set contiene cuatro discos:
- Remixed, Classic Songs: Remezcla algunas de las más viejas canciones (77:06).

- Carnegie Hall, N.Y., Recorded Live New York City 1970: Grabación en directo desde Nueva York el 4 de noviembre de 1970 (60:28).

- The Beacons Bottom, Tapes: Recoge una actuación en vivo realizada por el grupo en 1992 (71:07).

- Pot Pourri, Live Across The World & Through The Years: Distintas grabaciones en directo  (1969 - 1992) (77:43).

## Lista de temas

### Disco UnoRemixed
El primer disco remezcla algunas de las más viejas canciones del grupo.
| #   | Título                                        | Autor          | Interpretaciones | Tiempo |
| --- | --------------------------------------------- | -------------- | ---------------- | ------ |
| 1.  | "My Sunday Feeling"                           | (Ian Anderson) |                  | 3:40   |
| 2.  | "A Song for Jeffrey"                          | (Ian Anderson) |                  | 3:20   |
| 3.  | "Living in the Past"                          | (Ian Anderson) |                  | 3:23   |
| 4.  | "Teacher"                                     | (Ian Anderson) |                  | 4:05   |
| 5.  | "Sweet Dream"                                 | (Ian Anderson) |                  | 3:58   |
| 6.  | "Cross-Eyed Mary"                             | (Ian Anderson) |                  | 4:06   |
| 7.  | "Witch's Promise"                             | (Ian Anderson) |                  | 3:49   |
| 8.  | "Life Is a Long Song"                         | (Ian Anderson) |                  | 3:17   |
| 9.  | "Bungle in the Jungle"                        | (Ian Anderson) |                  | 3:38   |
| 10. | "Minstrel in the Gallery"                     | (Ian Anderson) |                  | 8:11   |
| 11. | "Cold Wind to Valhalla"                       | (Ian Anderson) |                  | 4:12   |
| 12. | "Too Old to Rock 'n' Roll: Too Young to Die!" | (Ian Anderson) |                  | 5:29   |
| 13. | "Songs from the Wood"                         | (Ian Anderson) |                  | 4:52   |
| 14. | "Heavy Horses"                                | (Ian Anderson) |                  | 9:03   |
| 15. | "Black Sunday"                                | (Ian Anderson) |                  | 6:40   |
| 16. | "Broadsword"                                  | (Ian Anderson) |                  | 4:54   |

### Disco DosCarnegie Hall, N.Y.
El segundo disco recoge una grabación en directo desde el Carnegie Hall de Nueva York el 4 de noviembre de 1970.
Dos de las piezas de este concierto ("By Kind Permission of" y "Dharma for One") ya habían sido editadas previamente hacía años en Living in the Past.
Podemos escuchar también una primera versión de "My God", antes de que fuera incluida oficialmente en el álbum Aqualung.
| #   | Título                       | Autor          | Interpretaciones | Tiempo |
| --- | ---------------------------- | -------------- | ---------------- | ------ |
| 1.  | "Nothing Is Easy"            | (Ian Anderson) |                  | 6:05   |
| 2.  | "My God"                     | (Ian Anderson) |                  | 11:10  |
| 3.  | "With You There to Help Me". | (Ian Anderson) |                  | 6:46   |
| 4.  | "A Song for Jeffrey"         | (Ian Anderson) |                  | 5:45   |
| 5.  | "To Cry You a Song"          | (Ian Anderson) |                  | 7:59   |
| 6.  | "Sossity, You're a Woman"    | (Ian Anderson) |                  | 2:15   |
| 7.  | "Reasons for Waiting"        | (Ian Anderson) |                  | 3:55   |
| 8.  | "We Used to Know"            | (Ian Anderson) |                  | 3:18   |
| 9.  | "Guitar Solo"                | (Martin Barre) |                  | 8:23   |
| 10. | "For a Thousand Mothers"     | (Ian Anderson) |                  | 4:47   |

### Disco TresThe Beacons Bottom
El tercer disco recoge una actuación en vivo realizada por el grupo en 1992.
| #   | Título                                 | Autor                                  | Interpretaciones | Tiempo |
| --- | -------------------------------------- | -------------------------------------- | ---------------- | ------ |
| 1.  | "So Much Trouble"                      | (Ian Anderson / McGhee)                |                  | 2:29   |
| 2.  | "My Sunday Feeling"                    | (Ian Anderson)                         |                  | 3:56   |
| 3.  | "Some Day the Sun Won't Shine for You" | (Ian Anderson)                         |                  | 2:01   |
| 4.  | "Living in the Past                    | (Ian Anderson)                         |                  | 3:26   |
| 5.  | "Bourée"                               | (Johann Sebastian Bach / Ian Anderson) |                  | 3:32   |
| 6.  | "With You There to Help Me"            | (Ian Anderson)                         |                  | 6:12   |
| 7.  | "Thick as a Brick"                     | (Ian Anderson / Gerald Bostock)        |                  | 9:01   |
| 8.  | "Cheerio"                              | (Ian Anderson)                         |                  | 3:58   |
| 9.  | "A New Day Yesterday"                  | (Ian Anderson)                         |                  | 8:01   |
| 10. | "Protect and Survive"                  | (Ian Anderson)                         |                  | 3:05   |
| 11. | "Jack A Lynn"                          | (Ian Anderson)                         |                  | 4:57   |
| 12. | "The Whistler"                         | (Ian Anderson)                         |                  | 2:51   |
| 13. | "My God"                               | (Ian Anderson)                         |                  | 10:01  |
| 14. | "Aqualung                              | (Ian Anderson)                         |                  | 7:30   |

### Disco CuatroPot Pourri
El cuarto disco recoge distintas grabaciones en directo del grupo entre 1969 y 1992.
| #   | Título                                                                                           | Autor          | Interpretaciones | Tiempo |
| --- | ------------------------------------------------------------------------------------------------ | -------------- | ---------------- | ------ |
| 1.  | "To Be Sad Is a Mad Way to Be" (19 de enero de 1969, Estocolmo)                                  | (Ian Anderson) |                  | 3:56   |
| 2.  | "Back to the Family" (19 de enero de 1969, Estocolmo)                                            | (Ian Anderson) |                  | 3:35   |
| 3.  | "A Passion Play" (extracto) (5 de julio de 1975, París)                                          | (Ian Anderson) |                  | 3:18   |
| 4.  | "Wind-Up / Locomotive Breath / Land of Hope and Glory" (instrumental) (febrero de 1977, Londres) | (Ian Anderson) |                  | 11:48  |
| 5.  | "Seal Driver" (abril de 1982, Hamburgo)                                                          | (Ian Anderson) |                  | 5:36   |
| 6.  | "Nobody's Car" (septiembre de 1984, Londres)                                                     | (Ian Anderson) |                  | 4:02   |
| 7.  | "Pussy Willow" (septiembre de 1984, Londres)                                                     | (Ian Anderson) |                  | 4:58   |
| 8.  | "Budapest" (10 de julio de 1991, Leysin, Suiza)                                                  | (Ian Anderson) |                  | 10:49  |
| 9.  | "Nothing Is Easy" (10 de julio de 1991, Leysin, Suiza)                                           | (Ian Anderson) |                  | 5:16   |
| 10. | "Kissing Willie" (20 de julio de 1991, Tallin, Estonia)                                          | (Ian Anderson) |                  | 3:38   |
| 11. | "Still Loving You Tonight" (octubre de 1991, Londres)                                            | (Ian Anderson) |                  | 5:00   |
| 12. | "Beggar's Farm" (octubre de 1992, Pullman, Washington)                                           | (Ian Anderson) |                  | 5:21   |
| 13. | "A Passion Jig" (octubre de 1992, Chicago)                                                       | (Ian Anderson) |                  | 2:00   |
| 14. | "A Song for Jeffrey" (octubre de 1992, Chicago)                                                  | (Ian Anderson) |                  | 3:26   |
| 15. | "Living in the Past" (9 de noviembre de 1992, Montreal)                                          | (Ian Anderson) |                  | 3:24   |